# De Witt (Nebraska)
De Witt je selo u američkoj saveznoj državi Nebraska. Prema popisu stanovništva iz 2010. u njemu je živjelo 513 stanovnika.